# François Boulanger
 (novembre 2022).
Si vous disposez d'ouvrages ou d'articles de référence ou si vous connaissez des sites web de qualité traitant du thème abordé ici, merci de compléter l'article en donnant les références utiles à sa vérifiabilité et en les liant à la section « Notes et références ».
François Boulanger est un chef d'orchestre français né à Oran le 14 décembre 1961.
Il a obtenu cinq premiers prix au conservatoire de Paris.
Percussionniste, pianiste et organiste, il a été lauréat de plusieurs concours internationaux, notamment le Concours international de jeunes chefs d’orchestre de Besançon, ainsi que les concours de percussion de Paris et de Genève.
Il a été invité à se produire en soliste (percussion, orgue) avec divers orchestres, dont le nouvel Orchestre philharmonique de Radio France. Il a également dirigé plusieurs ensembles prestigieux, notamment l'orchestre de l'Opéra de Paris, l'Orchestre national de Lyon, l'Orchestre national de Lille, l'orchestre philharmonique de Montpellier, l'orchestre régional d'Auvergne, l'orchestre de la Radio Télévision Luxembourgeoise, l'orchestre royal d'Oslo, l'orchestre national d'Ukraine, l'Orchestre philharmonique de Moscou, l'orchestre de Taïwan et les orchestres des conservatoires de Paris et de Lyon.
En 1997, François Boulanger a été nommé à la tête des formations musicales de la Garde républicaine, comprenant un orchestre symphonique et un orchestre d’harmonie. Sous sa direction, ces formations se produisent régulièrement en France et à l’étranger.
Neuvième chef de l'Orchestre de la Garde républicaine depuis sa création en 1848, il contribue à la préservation et à la diffusion de la tradition musicale française.
François Boulanger est officier de l'ordre national du Mérite, chevalier des Arts et des Lettres et titulaire des Palmes académiques.